# 발포성 포도주

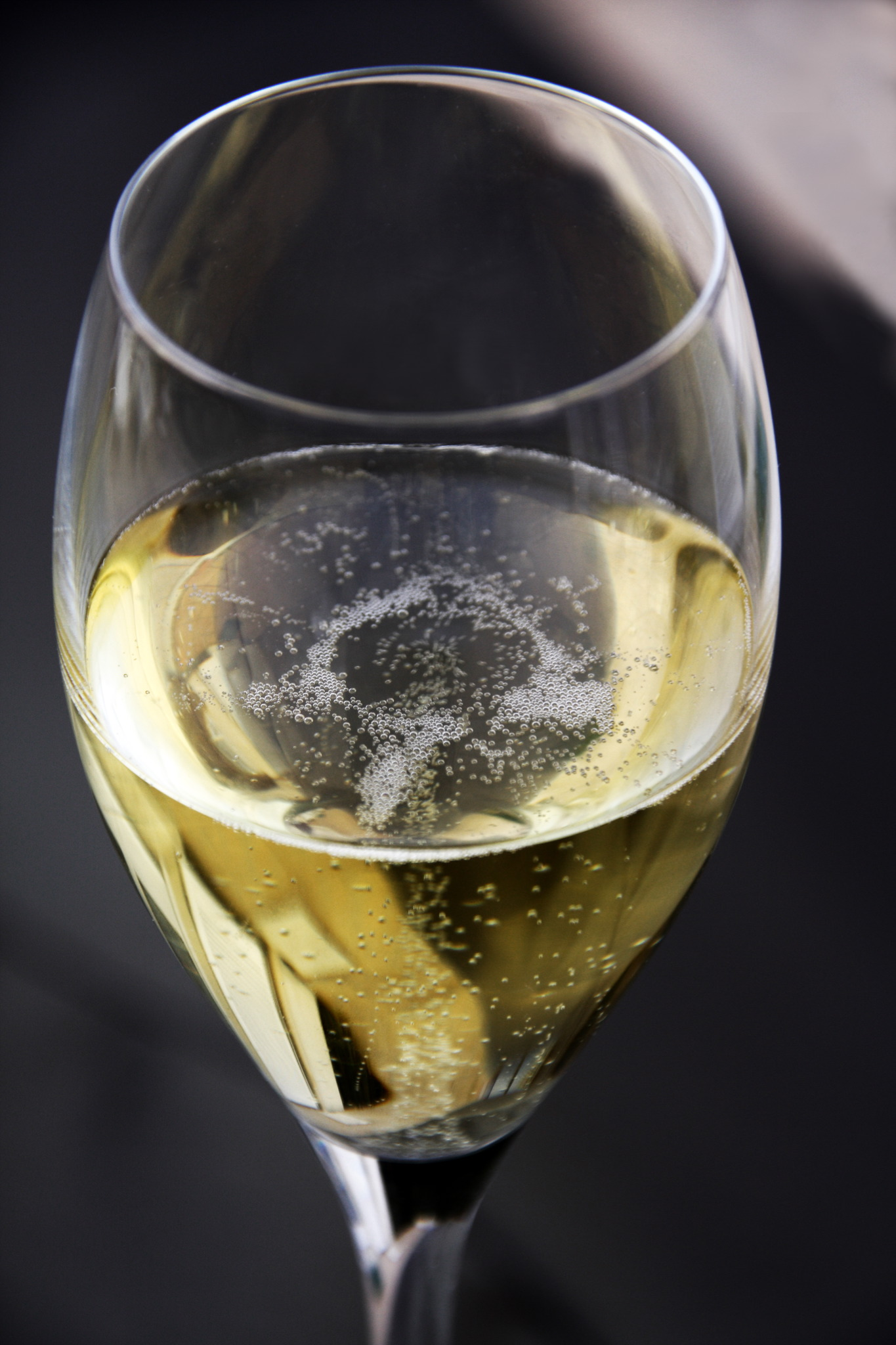
와인잔에 담긴 샴페인.

발포성 포도주(發泡性葡萄酒, 영어: sparkling wine)은 병에서 2차 발효 시켜 이산화탄소가 녹은 발포 와인을 말한다. 가장 잘 알려진 것에는 ‘샴페인’이 있는데, 이는 프랑스의 ‘샹파뉴’ 지역에서 생산된 발포성 포도주를 지칭하는 것이다. 뿐만 아니라 이탈리아에서도 프란치아꼬르따(Franciacorta), 프레스코(Prosecco)라는 발포성 포도주를 생산한다. 대체적으로 발포성 포도주는 백포도주이거나 로제이지만 일부 이탈리아 지역에서는 Brachetto, Bonarda, 그리고 호주에서는 발포성 쉬라, 그리고 아제르바이젠이라는 적색의 발포성 포도주를 생산하기도 한다. 발포성 포도주의 당도는 아주 드라이한 ‘brut’ 스타일부터, 더 단 ‘doux’스타일까지 다양하다
발포성 포도주의 탄산은 이산화탄소가 포도주에 용해되어 발현되는 것인데, 이는 병 내부나 압력을 견딜 수 있는 대형 발효조 내부에서 발효가 일어나며 생긴다. 뿐만 아니라 단순히 포도주에 이산화탄소를 인위적으로 주입하여 만들기도 한다.
많은 지역에서는 발포성 포도주를 ‘샴페인’이라고 지칭하는데, 사실 프랑스 상파뉴 지역에서 만들어진 발포성 포도주만 ‘샴페인’이라고 명명할 수 있다. 상파뉴 지역 외에 남프랑스 지역서 만들어지는 발포성 포도주는 무쉐(Mousseusx), 크레망(Cremant) 등으로 불린다. 프랑스 외의 다양한 국가에서 발포성 포도주가 생산되며, 보통 지역명으로 명명되는데 포르투갈의 Espumante, 스페인의 까바(Cava), 독일과 오스트리아의 젝트(Sekt), 이탈리아의 Trento Doc, Oltrepò Pavese Metodo Classico, Asti, 그리고 남아프리카공화국의 Cap Classique 등이 있다.
발포성 포도주는 19세기 초기부터 중앙~동유럽에서 생산되기 시작했는데, József Törley라는 양조자가 프랑스의 방식으로 제조하면서부터 ‘샴페인’이 유행하기 시작했다. József Törley는 유럽에서 가장 발포성 포도주를 많이 생산하게 되었고, 최근에는 미국 뿐 아니라 영국에서도 생산되고 있다.

## 역사

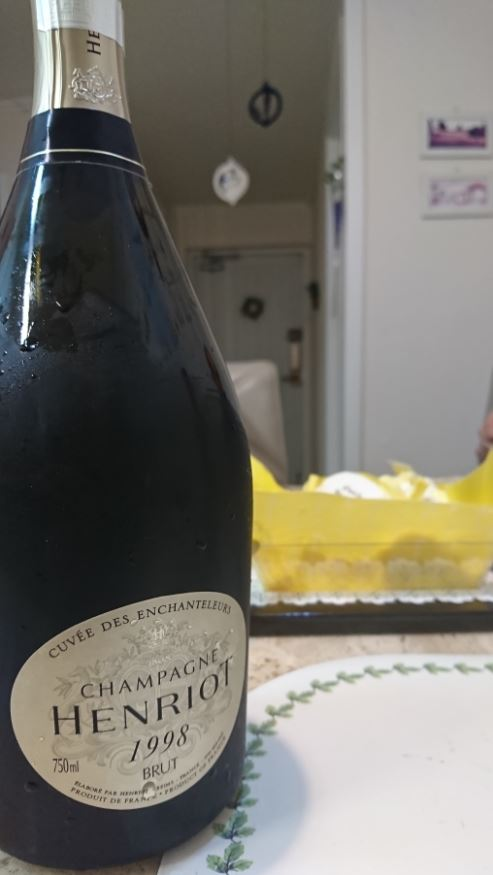
프랑스 샹파뉴 지역에서 생산되는 '샴페인'

포도주에서 발생하는 기포는 고대 그리스 로마시대에 이미 관찰되었으나, 당시 사람들은 왜 거품이 생기는지 이해하지 못했다. 꽤 오랜 기간 동안 사람들은 이것이 달의 주기와 어떤 영혼들에 의한 것이라고 생각하기도 했다. 상파뉴 지역의 경우 스틸 포도주(무탄산)라도 약한 탄산이 포함되어 있었다고 중세 시대의 기록에 남아 있다. 하지만 사실 발포성 포도주는 기포를 제거하지 못하여 실수로 만들어진 것으로 여겨진다. 돔 페리뇽(Dom Perignon)이 최초로 샴페인을 만든 사람으로, 그는 당시 오비예(Hautvillers) 수도원에서 포도주의 기포를 제거하는 업무를 맡고 있었다. 당시 병 속에서 발생한 기포 때문에 병이 폭발하는 일이 빈번했기 때문이다. 그는 스틸 포도주를 만들기 위해 왜 기포가 생기는지 연구를 하다가 샴페인의 매력을 발견하여 이를 양조 기술로 적용시켰다. 발포성 포도주 초기 생산 단계에서는 포도주 셀러에서 일하는 일꾼들은 마개가 폭발하여 부상을 입는 것을 방지하기 위해 철로 된 마스크를 써야 했다. 하나의 병이 폭발하면 다른 병에도 영향을 미쳐 연쇄적인 폭발이 일어나긴 했는데, 이 때문에 약 20~90%의 병이 손실되기도 했다.
영국에서 최초로 상파뉴 지역의 포도주의 기포들에 대해 관심을 가지고 본격적으로 이를 연구하기 시작했다. 포도주는 때로 오크통에 담겨져 옮겨진 후 판매상에서 병입되어 판매되었다. 17세기에, 영국은 석탄을 사용한 화덕을 사용하여 유리를 구워, 나무 화덕에서 구워진 프랑스의 병 보다 더 단단한 병을 만드는 것에 성공했다.
또한 영국은 코르크마개를 사용하기 시작했는데, 사실 이것은 이전에 서로마 시대에 사용되었나 몇 세기 동안 잊혀졌던 것이다. 추운 겨울, 상파뉴 지역의 기온은 발효가 일어나지 않을 정도로 떨어지게 되어, 모든 당분이 발효되지 않고 일부 남게 된다. 포도주가 영국으로 운반되어 병입된 후 온도가 높아지면 잔류 당분에 의해 다시 발효가 일어나게 되고, 이 과정에서 발생한 탄산 가스에 의해 압력이 생긴다. 따라서 포도주를 개봉하면 기포가 발생하는 것이다. 1662년 영국의 과학자 Christopher Merret는 포도주에 잔류한 당분, 혹은 첨가된 설탕이 어떻게 탄산으로 변화되는지에 대한 연구 결과를 발표하였으며, 이것이 발포성 포도주에 관한 최초의 논문으로 생각된다.

## 생산

### 껍질제거

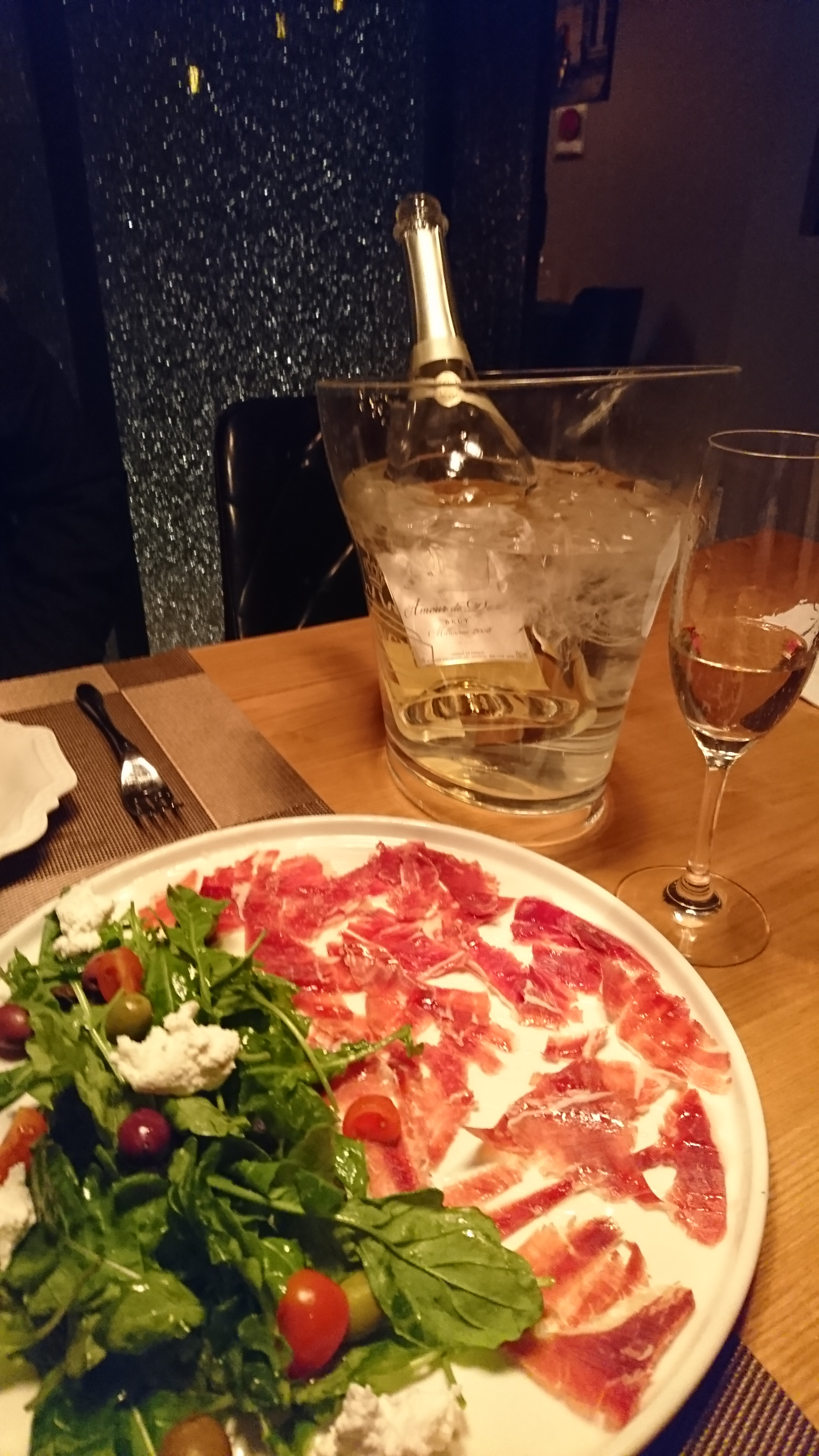
마돈나가 좋아했던 것으로 유명한 Amour de Deutz Millesime 샴페인

발포성 포도주의 생산 과정은 비탄산 포도주를 만들 때와 유사하다. 포도들은 산도가 높을 때 수확되는데, 이는 발포성 포도주를 만드는 경우에는 오히려 높은 당도의 포도가 적합하지 않기 때문이다. 주로 프리미엄 양조자들은 손으로 포도를 수확함으로서 포도에서 탄닌을 포함한 페놀류 물질들이 추출되는 것을 최소화한다. 또한 포도밭 가까운 곳에 압출 장치를 설치하여 최대한 빠르게 껍질과 알갱이를 분리한다. 피노누아와 같은 적포도 또한 화이트 발포성 포도주를 만드는데 사용될 수 있다. 최초에 이 포도의 과즙은 투명하나 포도 껍질 속의 색소에 의해 붉게 물들 수 있다. 로제 포도주를 만드는 경우에는 이와 같이 껍질과의 접촉을 통해 적절한 색을 내지만, 대부분 일반적인 발포성 포도주 양조자의 경우 껍질과 접촉 시간을 최소화한다.

### 일차발효
발포성 포도주의 일차 발효는 기타 다른 포도주와 같이 일어나게 되지만, 이 때 양조자들은 대부분 특별하게 배양된 발포성 포도주 전용 효모를 사용한다. 유산 발효가 진행될 때 더 상큼한 과일향을 내기 위해서 양조자들은 이 단계를 인위적으로 멈추고, 이 베이스 포도주들을 블렌딩한다.
Blanc de blancs (흰색 중의 흰색) 이라고 불리는 발포성 포도주의 경우 100% 샤르도네 포도로 만들지만, 대부분의 발포성 포도주의 경우 몇 가지 종류의 포도 품종, 밭, 빈티지 등을 블렌딩한다. 양조자들은 수백 종류의 베이스 포도주들 중 일부를 선택하여 자신들만의 스타일을 구현한다. 그리고 2차 발효가 시작되면 발포성 포도주의 주요 특성인 ‘기포’가 생성된다. 일차 발효 시에는 기포가 대기 중으로 빠져나갈 수 있었으나, 2차 발효 시에는 가스가 대기 중으로 방출 되는 것을 최소화하고 포도주에 용해되도록 해야 한다. 이 때문에 포도주 병에 큰 압력이 발생되기 때문에 (약 5 대기압 수준) 깨짐을 방지 위해 단단한 병을 사용해야 한다.

### 이차발효

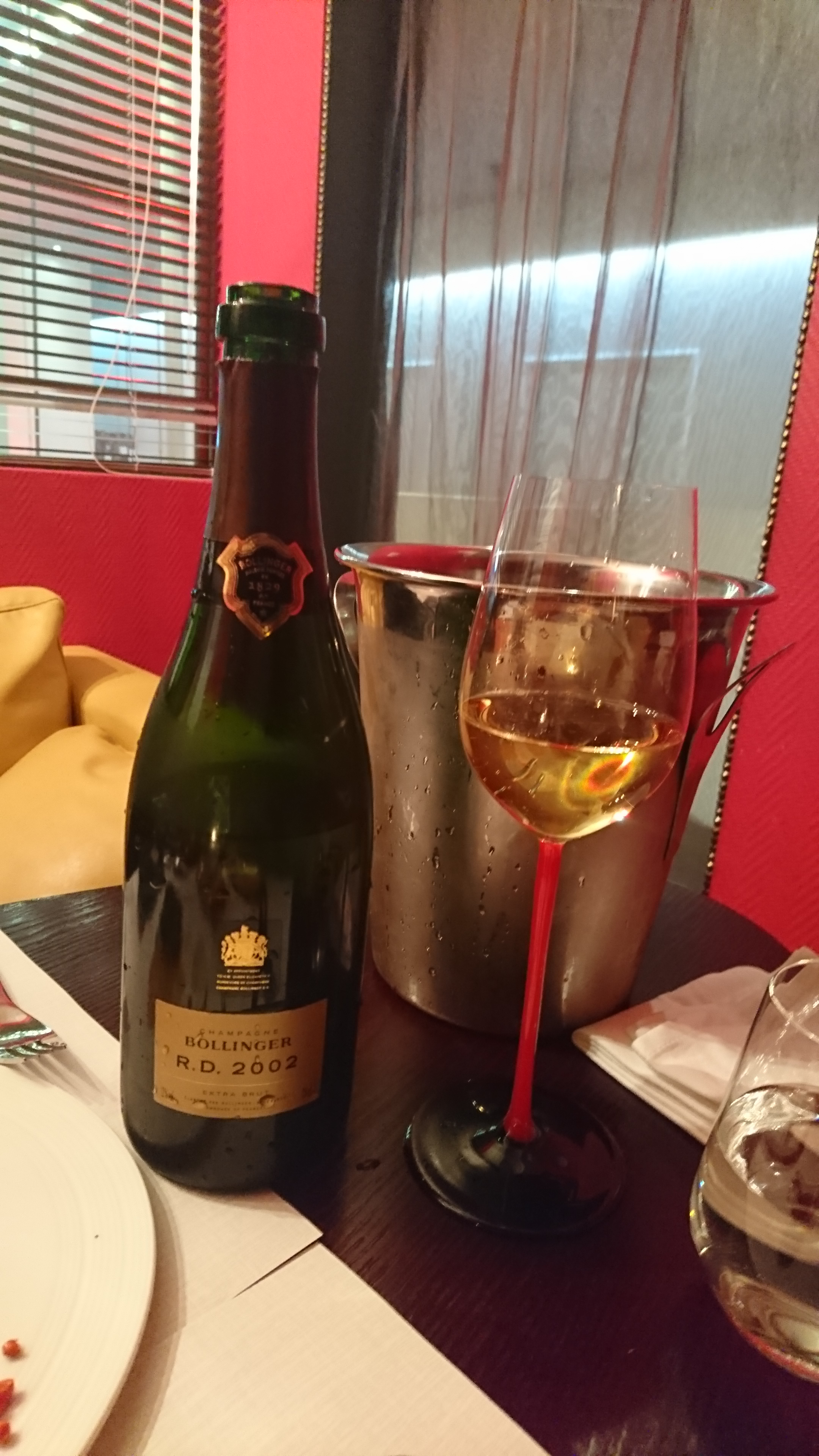
R.D 란 Recently Degrogement 을 의미
최근에 데고르주망 되었다는 뜻임

#### 샴페인 방식(Champagne Method)
이차발효를 일으키는 방법에는 여러 가지가 있는데, 가장 잘 알려진 전통적 방식은 ‘샴페인 방식’으로 베이스 포도주에 추가적인 당분과 효모를 첨가하여 병입하는 것이다. 신선한 효모와 당분이 첨가될 경우 병 속에서 발효가 일어나게 되어 탄산이 포도주에 용해된다. 이 과정에서 효모에서 나오는 노폐물이나 죽은 효모 세포들이 침전물의 형태로 가라앉게 되는데, 이들은 사후에 제거된다(데고르주망). 이때 포도주의 당도와 양을 맞추기 위해 추가적으로 신선한 포도주가 첨가된다. 과거에는 이런 데고르주망 단계를 생략하고, 병에 침전물이 있는 상태로 포도주가 판매되었다.

#### 생산 후 이동 방식(Production-Transfer)
생산 후 이동(Production-Transfer) 방식의 경우, 포도주가 생산되고 데고르주망까지 진행된 이후 포도주들이 큰 저장고로 옮겨진다. 그리고 이 발포성 포도주는 약 3리터 크기의 대형 포도주병에 담기거나, 주로 비행기에서 서빙되는 소규모 사이즈의 병우로 나눠 담겨진다.

#### 샤르마 방식(Charmat)
샤르마(Charmat) 방식은 발포성 포도주를 대량으로 생산하는 방법으로, 커다란 스테인리스 발효조에서 발효시킨 후 사후에 압력을 가해 병입하는 것이다. 다른 표현으로는 Tank Method, Bulk Method, Cuve Close{불어로는 (Closed Tank)란 뜻}라 불린다. 즉, 2차발효는 일어나지 않으며, 병 속에서 다시 한 번 발효시키는 전통적인 샴페인 제조방법과는 달라 라벨에 “Charmat” 또는 “Bulk”라고 표시해야 한다. 전통적인 제조방법으로 만든 샴페인보다는 거품이 더 크지만 빨리 사라진다. 하지만 가격은 저렴하다. 이 공정을 만든 사람 Eugene Charmat(위젠 샤르마)의 이름을 따서 Charmat(샤르마)라 불린다.

## 특성

### 기포

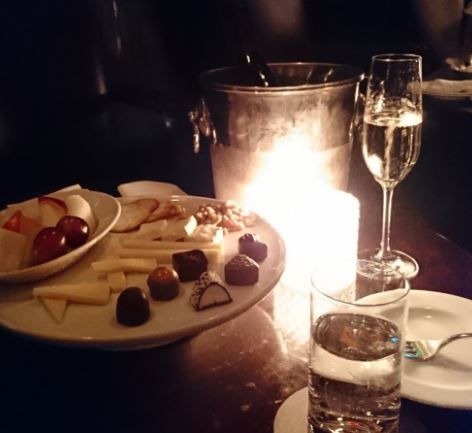
좋은 발포성 포도주에서는 일관적으로 기포가 발생한다

발포성 포도주의 기포는 잔에 따라져 유리에 닿는 순간부터 발생하게 된다. 잔에 있는 미세한 결함(기공)에 의해 기포 핵이 형성되어 기포가 잘 발생하게 된다. 이런 핵형성 과정은 기포 발생을 촉진시키는 요소로, 이는 이산화탄소가 포도주 용액으로부터 빠져나와 대기 중으로 방출되는 과정에서 뭉쳐야 하기 때문이다. 따라서 잔에 따라진 발포성 포도주의 탄산은 개봉된 병에 담겨 있을 때 보다 훨씬 더 빨리 공기 중으로 방출된다. 포도주의 기포들의 크기와 일관성은 포도주의 품질 뿐 아니라 유리 잔의 품질에 의해 결정된다.
평균적으로 한 병의 샴페인은 약 49백만개의 거품을 발생시킬 수 있으며, 대체적으로 약 20 마이크로미터의 직경으로 발생한다. 그리고 표면으로 상승할 때 부력에 의해서 직경이 팽창하여, 표면에서는 약 1mm의 사이즈가 된다.
발포성 포도주를 마실 때는 상대적으로 더 빨리 취한다고 알려져 있는데, 이는 기포에 의해서 알코올이 상대적으로 빨리 혈류에 도달하기 때문이다. 영국 Surrey 대학은, 동일한 알코올을 함유하고 있는 발포성 포도주와 일반 포도주로 실험을 하였다. 음주 후 약 5분이 경과한 후 혈중 알코올 농도를 측정했을 때, 발포성 포도주를 섭취한 집단의 피에는 리터 당 54mg의 알코올이, 반대 집단의 경우 39mg의 알코올이 측정되었다.

### 당도
2차 발효 후 첨가되는 당분과, 숙성 기간에 따라 발포성 포도주의 당도는 달라지게 된다. 유럽 연합에서 생산되는 포도주의 경우 반드시 포도주 라벨에 당도에 대한 표시를 하도록 규정되어 있다. 유럽 엽합 외에서 생산되는 포도주의 경우 반드시 당도 표시를 해야하는 것은 아니나, 표시할 경우 유럽 연합의 가이드라인을 따라야 한다.
드라이 : Brut Natural or Brut Zéro (당분이 3g/L 미만)
미디움 : Extra Brut (당분이 3~6g/L)
스위트 : Brut (당분이 12g/L 미만)

## 기타 발포성 포도주

### 반발포성 포도주
샴페인과 같은 발포성 포도주는 병 속의 기압이 대기압 기준 약 5~6배 수준이며, 이것은 자동차 타이어 압력의 약 2배 수준이다. 유럽 연합에서는 발포성 포도주의 압력이 최초 대기압 3배 이상이어야 한다는 규정을 수립하였으며, 여기에는 독일의 Sekt, 스페인의 Espumoso, 이탈리아의 Spumante, 프랑스의 Cremant, Mousseux가 포함된다. 세미-발포성 포도주라 함은 약 1~2.5 정도의 압력을 가진 것으로 독일의 Spritzig, 이탈리아의 Frizzante, 프랑스의 pétillant가 있다. 포도주의 압력은 2차 발효가 일어날 때 어느 정도의 당분이 잔류하고 있느냐에 따라서 결정된다.

### 발포성 적포도주
대부분의 발포성 포도주는 백포도주 또는 로제이지만, 호주, 이탈리아, 몰도바 같은 국가들에서는 발포성 적포도주를 생산하기도 한다. 이 중에서도 이탈리아가 가장 긴 역사를 가지고 있으며 여기에는 Brachetto, Lambrusco 등이 포함된다. 호주에서는 쉬라 품종으로, 아제르바이젠에서는 Madrasa라는 품종으로 레드 발포성 포도주를 생산한다.